# Cossypha
Cossypha is een geslacht van zangvogels uit de familie vliegenvangers (Muscicapidae). Dit zijn kleine, insectenetende zangvogels die vroeger werden gerekend tot de zogenaamde "kleine lijsterachtigen" maar nu tot de Muscicapidae (Vliegenvangers).

## Leefwijze
Het zijn luidruchtige vogels die je vooral hoort maar zich meestal verborgen houden tussen het gebladerte. Hun zang is zeer gevarieerd, waarbij tientallen ander soorten zangvogels kunnen worden geïmiteerd.

## Verspreiding en leefgebied
Deze soorten zijn bewoners van bossen waar ze meestal voorkomen in dichte ondergroei; een paar soorten komen ook voor in parken en tuinen zoals de witbrauwlawaaimaker, Kaapse lawaaimaker, schubkaplawaaimaker en de Rüppells lawaaimaker.

## Naamgeving
De Nederlandse naam is ontleend aan de Afrikaanse naam Lawaaimakerjanfrederik (C. dichroa). Jan Frederik is wat de Zuid-Afrikaan meent te horen in de roep van vooral de Kaapse lawaaimaker: "Jan-fre-de-rik".

## Soorten
Het geslacht bevat de volgende soorten:
- Cossypha albicapillus – Schubkaplawaaimaker
- Cossypha anomala – Bruinflankjanfrederik
- Cossypha archeri – Archers janfrederik
- Cossypha caffra – Kaapse lawaaimaker
- Cossypha cyanocampter – Blauwschouderlawaaimaker
- Cossypha dichroa – Choristerlawaaimaker
- Cossypha heinrichi – Rands lawaaimaker
- Cossypha heuglini – Witbrauwlawaaimaker
- Cossypha humeralis – Witkeellawaaimaker
- Cossypha isabellae – Kameroenjanfrederik
- Cossypha natalensis – Roodkoplawaaimaker
- Cossypha niveicapilla – Witkruinlawaaimaker
- Cossypha semirufa – Rüppells lawaaimaker